# Новий Дембець
Новий Дембець (пол. Nowy Dębiec, нім. Eichfeld) — село в Польщі, у гміні Косцян Косцянського повіту Великопольського воєводства.
Населення — 184 особи (2011).

## Демографія
Демографічна структура станом на 31 березня 2011 року:
|          | Загалом | Допрацездатний вік | Працездатний вік | Постпрацездатний вік |
| -------- | ------- | ------------------ | ---------------- | -------------------- |
| Чоловіки | 82      | 20                 | 55               | 7                    |
| Жінки    | 102     | 19                 | 65               | 18                   |
| Разом    | 184     | 39                 | 120              | 25                   |